# Minos
Minos (grč. Μίνως, Mínôs) bio je legendarni kretski kralj, Zeusov i Europin sin. Po njemu je nazvana minojska civilizacija. Moguće je da na kretskome minos znači "kralj". Jedan je od triju sudaca u Hadu, zajedno s Eakom i Radamantom.

## Povijest
Kralj Minos vladao je Kretom i otocima Egejskog mora tri generacije prije Trojanskog rata. Živio je u Knosu devet godina, a nakon toga se povukao u svetu pećinu gdje se govori da je dobio Zeusove upute da utemelji homoseksualnost kao kontrolu populacije na otoku (Aristotel: Politika), uvede kretski ustav i postavi temelje kretskoj pomorskoj premoći (Herodot, Tukidid).
Za Atenjane on je bio okrutni i bezdušni tiranin koji je žrtvovao živote njihove djece Minotauru koje je Atena morala svake godine (prema nekim tumačenjima svakih devet godina) poslati – sedam mladića i sedam djevojaka.
Prema mitolozima i pjesnicima, postojala su dva kralja. Prvi je bio Zeusov i Europin sin, Radamantov i Sarpedonov brat, znan kao i "dobri" Minos. Nakon njegove smrti olimpski su ga bogovi postavili kao suca u Hadu, zajedno s njegovim bratom Radamantom i polubratom Eakom. Imao je ženu Itonu (Liktijeva kći) ili Kretu (nimfa ili Asterionova kći) te sina Likasta, njegova nasljednika na kretskom prijestolju. Likast je potom imao sina Minosa kojeg mu je rodila njegova žena Ida. Sa svojom ženom Pasifajom imao je brojne potomke, od kojih je najpoznatija Arijadna. To je bio takozvani drugi Minos, "loši". Njemu dugujemo mitove o Tezeju, Pasifaji, Minotauru, Dedalu, Glauku i Nisu. Bio je pradjed kralja Idomena, koji je vodio Krećane u Trojanski rat.
Budući da je fenički utjecaj bio jak u kasnijem razdoblju, Minosa se često smatralo Feničaninom. Govori se da je umro na Siciliji kamo je možda otišao jer ga je gonio Dedal. Ubila ga je Kokalova kći (kći agrigentskog kralja) zalijavši ga vrućom vodom dok se kupao. Njegovi su ostatci poslani na Kretu, a na sarkofagu je uklesano "Grobnica Minosa, Zeusova sina".

## Karakteristike
Na kretskim novčićima Minos je prikazivan s bradom i kovrčavom kosom, dostojanstven i s dijademom na glavi, nalik "ocu" Zeusu. Na oslikanim vazama i sarkofazima često ga se prikazuje s Eakom i Radamantom ili s Tezejom i Minotaurom.
U poznatoj Michelangelovoj freski Posljednji sud, u Sikstinskoj kapeli, Minos je prikazan kao sudac podzemnog svijeta, okružen vragovima i omotan zmijom, gledajući osuđene kako odlaze u pakao.

## Mitologija

### Milet
Asterije, kretski kralj posvojio je tri Zeusova i Europina sina – Minosa, Sarpedona i Radamanta. Jednom su se braća svađala oko prekrasnog dječaka u kojeg su se sva trojica zaljubila. Zvao se Milet, bio je sin Apolona i Areje i volio je Sarpedona te se Minos osvetio zarativši i osvojivši cijeli otok. Sarpedon je s Miletom pobjegao u Likiju gdje je Milet osnovao istoimeni grad. Druga inačica mita govori da se Milet zvao Atimnije te da je bio Zeusov i Kasiopejin sin.

### Glauk
Glauk se jednoga dana igrao loptom ili mišem te je iznenada nestao. Njegovi su roditelji posjetili proročicu u Delfima koja im je rekla da se veličanstveno stvorenje rodilo među njima, a tko god nađe sličnost u tom stvorenju, naći će i dijete. Oni su to shvatili kao novorođeno tele u Minosovu stadu. Tri puta na dan tele je mijenjalo boju od bijele preko crvene do crne. Polidije je uočio sličnost s dozrijevanjem kupine. Minos ga je poslao da nađe Glauka.
Tražeći ga, uočio je sovu koja je tjerala pčele iz vinskog podruma u Minosovoj palači. U podrumu je bila bačva meda s mrtvim Glaukom unutra. Minos je zapovjedio da se Glauk oživi, ali Polidije se usprotivio, no Minos je rekao da je proročica rekla da će vidovnjak vratiti dijete u život. Minos je zatvorio Polidija u podrum s mačem. Kad se u blizini pojavila zmija, Polidije ju je ubio mačem, a potom je došla druga zmija. Nakon što je vidjela svoga partnera mrtvog, zmija je otišla i vratila se s travom koja je oživjela prvu zmiju. To je učinio i Polidije da bi uskrsnuo Glauka.
Minos nije htio pustiti Polidija s Krete sve dok Glauka ne pouči toj moći. Polidije je to učinio, ali u posljednji je trenutak zatražio Glauka da pljune u njegova usta. Glauk je to učinio i zaboravio sve što je naučio.

### Tezej
Androgeja, Minosova sina, ubili su Atenjani, ljubomorni na njegove pobjede na Panatenskom festivalu, Egejovim igrama, gdje je svaki put pobijedio. Druga inačica mita govori da ga je ubio kretski bik na Maratonu, na Egejovu zapovijed. Da bi osvetio sinovu smrt, Minos je zaratio s Atenom. Zahtijevao je da se sedam atenskih djevojaka i mladića (izabranih izvlačenjem slamki) žrtvuje Minotauru svakih devet godina (ili prema nekim izvorima svake godine; prema kretskoj astronomiji, pun je Mjesec bio u ekvinociju svakih osam godina). Kad se treće žrtvovanje bližilo, Tezej se dobrovoljno javio da će ubiti čudovište. Obećao je svome ocu Egeju da će postaviti bijela jedra ako pohod bude uspješan.
Arijadna, Minosova kći, zaljubila se u Tezeja i pomogla mu da izađe iz Labirinta davši mu klupko vune kojim je slijedio vlastiti trag. Tezej je ubio Minotaura magičnim mačem koji mu je dala Arijadna te je pustio ostale Atenjane iz labirinta. No, Tezej je zaboravio promijeniti crna jedra tugovanja na brodu s bijelima, te je njegov otac Egej, shrvan počinio samoubojstvo. Naime, danima je gledao na pučinu, i kad je vidio crna jedna, od tuge se bacio u more koje je po njemu nazvano Egejsko more.
Minos je bio ljut što je Tezej uspio pobjeći te je zatvorio Dedala i njegova sina Ikara u labirint ili, prema nekim izvorima, u toranj. Uspjeli su pobjeći tako da su napravili krila. No, Ikar je letio previsoko te se vosak na krilima otopio, a on je pao u more.
Druga inačica mita govori da je Minos odustao od rata jer je volio Tezeja.

### Kralj Nis
Nis je bio megarski kralj koji je bio nepobjediv sve dok je uvojak njegove crvene kose postojao, skriven ispod njegove sijede, bijele kose. Minos je napao Megaru, ali Nis je znao da je nepobjediv jer je uvojak još postojao. Njegova se kći, Skila, zaljubila u Minosa, te mu je to dokazala odrezavši očev uvojak. Nis je umro, a Megara je postala kretska. Minos je ubio Skilu jer je izdala svoga oca. Skila je pretvorena u morsku pticu koju je progonio njezin otac, morski orao.

### Posejdon, Pasifaja, Dedal i Ikar
Prije nego što je postao kralj, Minos je od boga Posejdona zatražio znak da će on, a ne njegov brat, doći na prijestolje. Posejdon se složio te je poslao bijelog bika, ali pod uvjetom da ga Minos njemu žrtvuje. Prekrasan je bik izašao iz mora, a Minosu je bio tako lijep da je radije žrtvovao drugoga bika, misleći da Posejdon neće primijetiti. Posejdon se razbjesnio te je učinio da se Minosova žena, Pasifaja, ludo zaljubi u bika.
Pasifaja je otišla Dedalu da joj pomogne, a on je smislio kako će utažiti njezinu strast. Napravio je drvenu kravu, a Pasifaja je ušla u nju i skrila se, a bik ju je oplodio. Tako je Pasifaja začela i rodila polubika i polučovjeka – Minotaura. Pasifaja ga je odgajala u dok je bio dijete, ali kako je rastao, tako je postao bjesniji. Delfijska je proročica rekla Dedalu da sagradi Labirint u kojem bi držao Minotaura. To je i učinio, a Labirint je bio ispod Minosove palače u Knossosu. Da bi osigurao da tko ne sazna tajnu Labirinta, Minos je zatvorio Dedala i njegova sina Ikara u toranj odakle su pobjegli odletjevši, a prilikom bijega Ikar se utopio, jer su mu se otopila krila jer je letio preblizu Suncu.
Tražeći Dedala, odlazio je od grada do grada postavljajući zagonetku. Pokazao bi spiralnu morsku školjku i tražio da se provuče konopac kroz cijelu školjku. Kad je stigao kralju Kokalu u Siciliji, kralj je znao da će Dedal znati riješiti zagonetku. Dedal je privezao konopac za mrava koji je hodao kroz spirale te školjke i tako riješio zagonetku. Tako je Minos znao da je to Dedal te je zatražio izručenje. Kokal ga je uvjerio da se prvo okupa, a kraljeve su ga kćeri zalile vrućom vodom i ubile.
Prema Vergiliju i Homeru, nakon smrti postao je jedan od sudaca u Hadu, zajedno s bratom Radamantom i Eakom. Donosio je konačnu odluku gdje će ići duša pokojnoga, u Tartar ili Elizijske poljane, uz pomoć tihe porote.

## Vanjske poveznice
- (engl.) Minos u klasičnoj literaturi i umjetnosti
- (engl.) Minos u grčkoj mitologiji